# Спящие (картина Пикассо)
«Спящие» (фр. Les dormeurs) — картина Пабло Пикассо; написана в апреле 1965 года. Размер — 114 × 195 см.
На картине изображены спящие рядом мужчина и женщина в приглушённых тонах. Фигуры искажены, с удлинёнными конечностями, что создает странную атмосферу. Как и во многих других работах Пикассо, на этой картине сцена показана сразу с нескольких точек зрения, что затрудняет восприятие картины зрителем.
Тема сна изображалась на протяжении всей карьеры Пикассо как мирная передышка или мучительный кошмар, в зависимости от контекста. Моделью для картины «Сон» (1932) стала любовница Пикассо Мария-Тереза. Картина «Спящие» продолжает эту традицию, запечатлевая момент близости между двумя людьми, когда они уязвимы и незащищены.